# Бандурист (Шевченко)
«Бандурист» — малюнок виконаний сепійною технікою за авторством Тараса Шевченка. Орієнтовно створений у 1843 році під час подорожі Україною. Один з жанрових творів художника з сільського життя. Малюнок зображує молодого бандуриста у капелюсі, який грає біля паркану. Його оточують слухачі, зображені на другому та третьому планах. Сюжетно малюнок пов'язаний із поемою «Невольник» («Сліпий»), хоча і був створений раніше неї. Довгий час зберігався у приватних колекціях, доки не увійшов до складу фондів Музею українських старожитностей В. В. Тарновського. З 1948 року зберігається у Національному музеї Тараса Шевченка.

## Історія малюнку
Малюнок був створений орієнтовно у жовтні 1843 року, під час першої подорожі Тараса Шевченка Україною. Місцем створення вважається село Ісківці на Полтавщині. Датування дається за датою створення схожого малюнка «Козак-бандурист».
На відміну від подібного малюнка «Казак-бандурист», зображення бандуриста у капелюсі залишалося у власності художника. Він був включений Григорієм Честахівським до списку творів Шевченка складеному після його смерті у 1861 році. У квітні того ж року перейшов у власність товариша Шевченка — Михайла Лазаревського, пізніше його викупила Українська петербурзька громада. Потім малюнком послідовно володіли Андрій Козачковський (липень 1861), Всеволод Коховський (1875), родина Каховських (1891) та Софія Бразоль (1893). У останньої всю її колекцію творів Шевченка, враховуючи і малюнок, у 1898 році викупив Василь Тарновський (молодший). Малюнок увійшов до складу фондів Музею українських старожитностей Тарновського під інвентарним номером 167 (1899). Після реорганізації музею, послідовно зберігався в Чернігівському державному музеї (1925), Галереї картин Тараса Шевченка (1933) та Центральному музеї Тараса Шевченка (1940). З 1948 року малюнок зберігається у Державному музеї Тараса Шевченка (з 1991 року Національний музей Тараса Шевченка) під інвентарним номером г-904, стан задовільний.
Малюнок вперше згадується під назвою «Бандурист, окруженный слушателями» у статті Олександра Русова «Колекція рисунків Т. Г. Шевченка» опублікованій у часописі «Кіевская старина» за 1894 рік. Вперше опублікована репродукція у виданні «Малюнки Т. Шевченка» (1914) під назвою «Молодий кобзар». Також, у літературі використовувалися такі назви: «Бандурист молодой играет, идя по улице», «Хлопець грає на бандурі». У сьомий том Повного зібрання творів Тараса Шевченка в десяти томах, малюнок був включений під гіпотетичною назвою «Сліпий» («Невольник») як і однойменна поема поета створена через два роки після малюнку. У новому, дванадцятитомному, повному зібранні творів Шевченка, малюнок отримав назву «Бандурист».

## Сюжет малюнка
Малюнок виконаний за допомогою сепії на листі паперу розміром 145*105 мм. На його звороті праворуч угорі є напис олівцем «№ 167» (номер за каталогом Музею українських старожитностей). Ще один напис є ліворуч унизу — чорнилами друкованими літерами виведено «Бандурист».
Малюнок являє собою жанровий твір з сільського життя. На ньому зображений яскравий сонячний день, світло «виділяє типові риси фігур людей та особливість ландшафту». На першому плані зображена «експресивна потужна постать» молодого бандуриста у капелюсі з широкими полями. Виразність образу бандуриста придає тінь від капелюха, яка майже повністю прикриває його лице і тінь від бандури, яка прикриває поясну область та шаровари. За музикантом видніється паркан на який обіперся хлопчик-поводир. Завдяки вдалій композиції з дуба, хати та криниці, постаті бандуриста та поводиря здаються осяяні «ніби зсередини». З іншої сторони паркану, у затінку, стоять молода дівчина та літня людина, які уважно слухають бандуриста. Вони символізують молодість та поважну мудрість. Вдалині видніються постаті двох людей, які прислухаються до музиканта. Персони другого та третього плану зображені більш узагальнені, з меншою тональною насиченістю.
Персонажі на малюнку носять вбрання бідних селян, головний герой вдягнутий у повсякденну сорочку з широкими рукавами, шаровари та постоли.
Сюжетно малюнок пов'язаний з поемою «Невольник» («Сліпий») і зображує сцену поеми, де Ярина вгадує у сліпому кобзарі свого нареченого Степана:
«Отак на улиці під тином
Ще молодий кобзар стояв
І про невольника співав.
За тином слухала Ярина…».

## Схожі малюнки
Відомо ще кілька графічних творів Тараса Шевченка зі схожим сюжетом, всі вони датуються 1843 роком. У Національному музеї Тараса Шевченка зберігається фотокопія утраченого варіанту малюнка розміром 23*18 см, де бандурист зображений з козацьким оселедцем. У приватній збірці Іллі Зільберштейна зберігався ескіз малюнку за подібним сюжетом, пізніше він був переданий до Музею приватних колекцій Державного музею образотворчих мистецтв імені О. С. Пушкіна у Москві. Він був зроблений на звороті автопортрету, який Тарас Шевченко подарував княжні Варварі Рєпніній. Також, відомо три начерки на цю тему, один з цих начерків відомий лише за фотокопією, бо він знаходився на звороті малюнка «Козак-бандурист» і загинув разом з ним під час пожежі. У Шевченківському словнику підкреслювалося, що ескіз та начерки значно відрізняються один від одного та від малюнків трактуванням персонажів та художнім розв'язанням.

## Участь у виставках
Виставки в яких експонувався малюнок:
- Виставка творів Шевченка. Чернігів. 1929 (під назвою «Хлопець грає на бандурі»)
- Ювілейна Шевченківська виставка. Київ — Москва. 1964

## Галерея

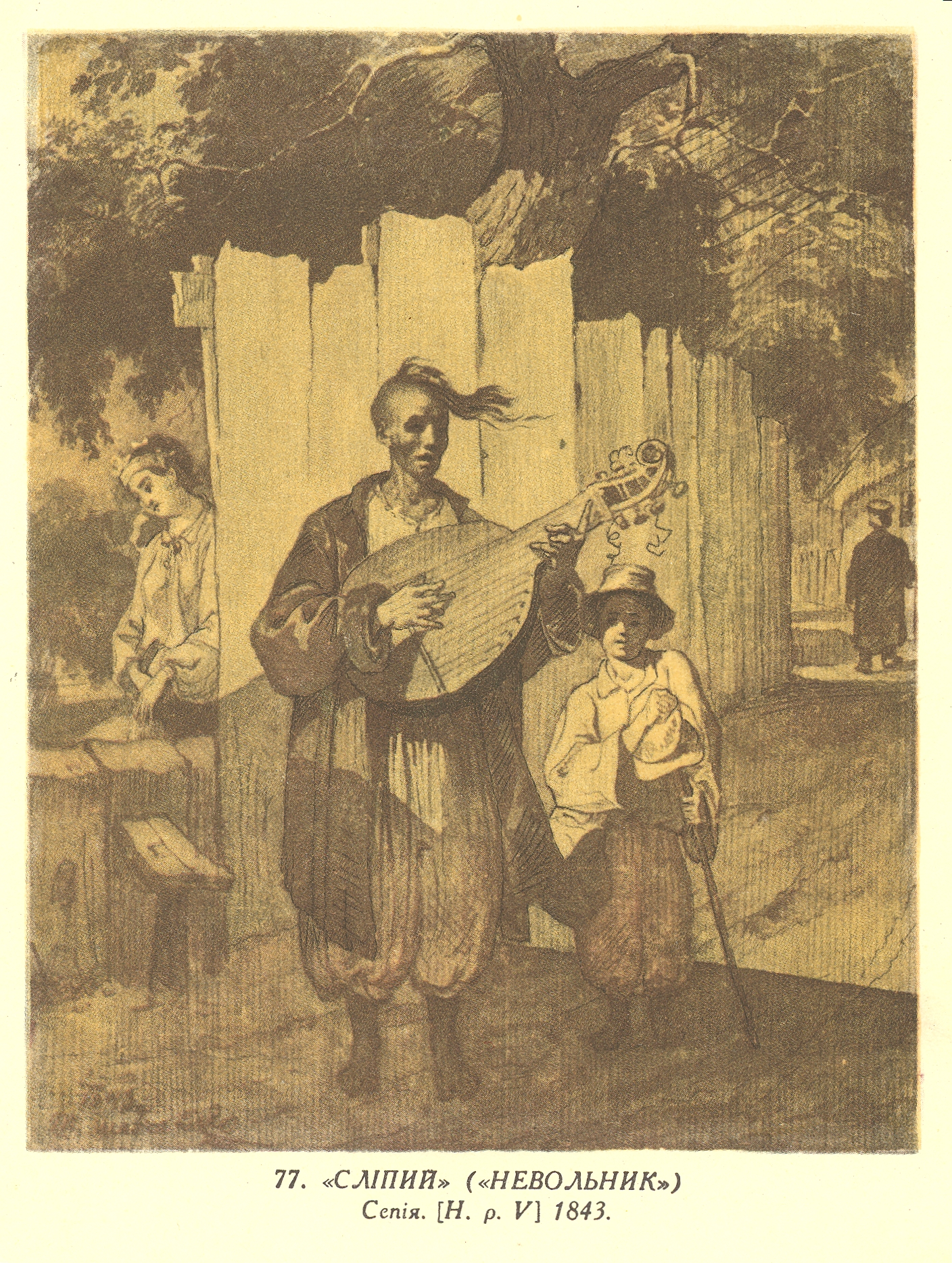
Козак-бандурист, малюнок
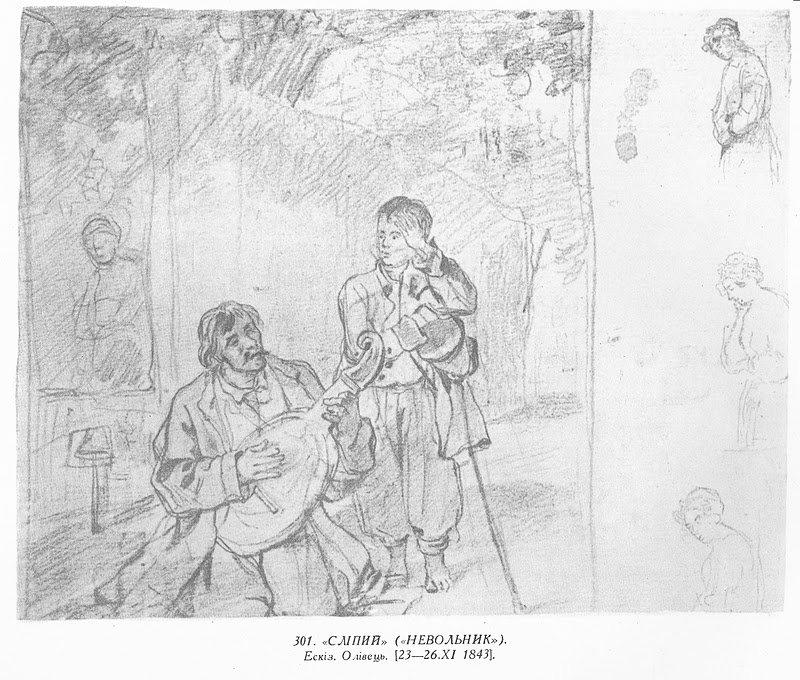
Кобзар з поводирем, ескіз
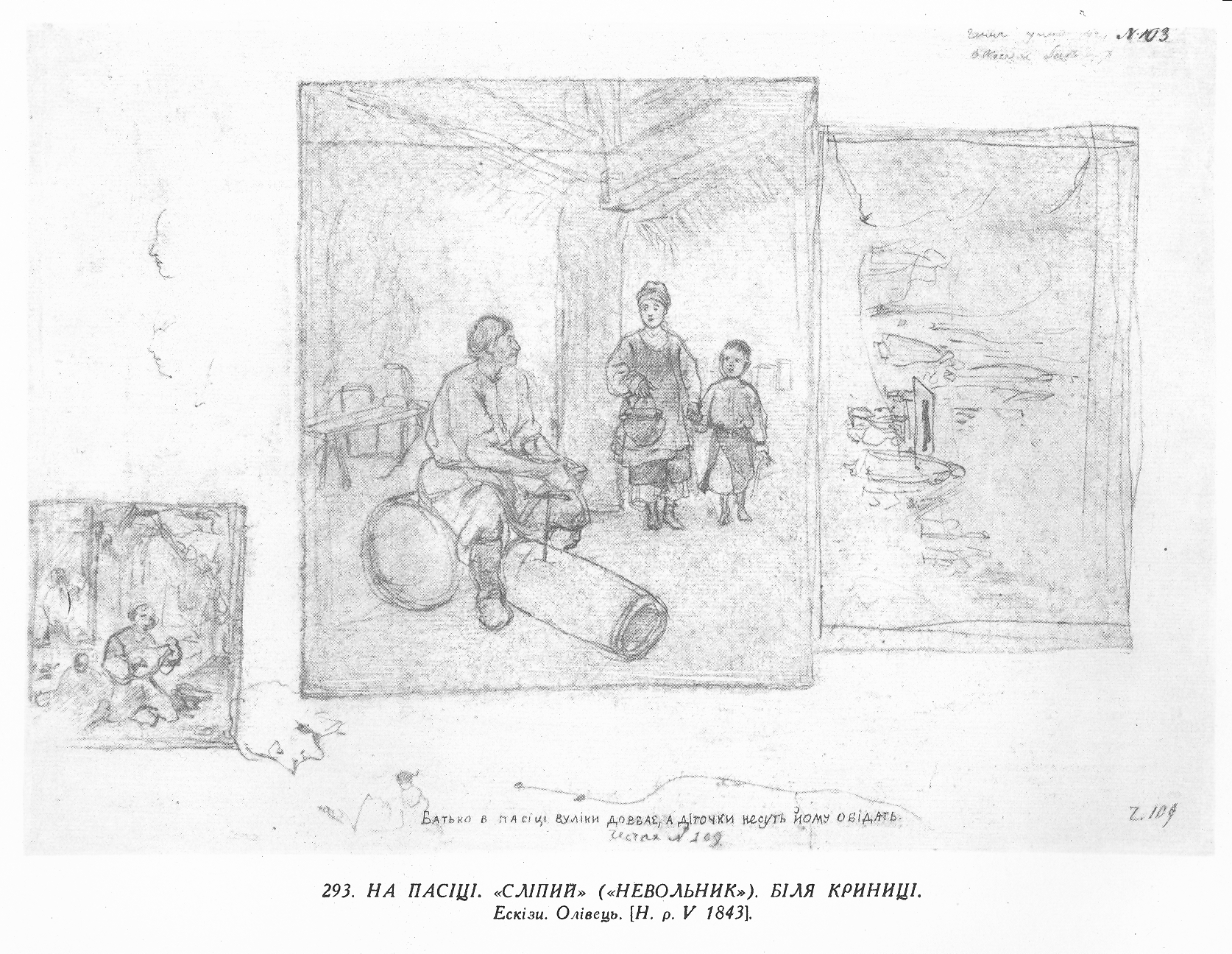
На пасіці. Кобзар з поводирем. Біля криниці, начерки
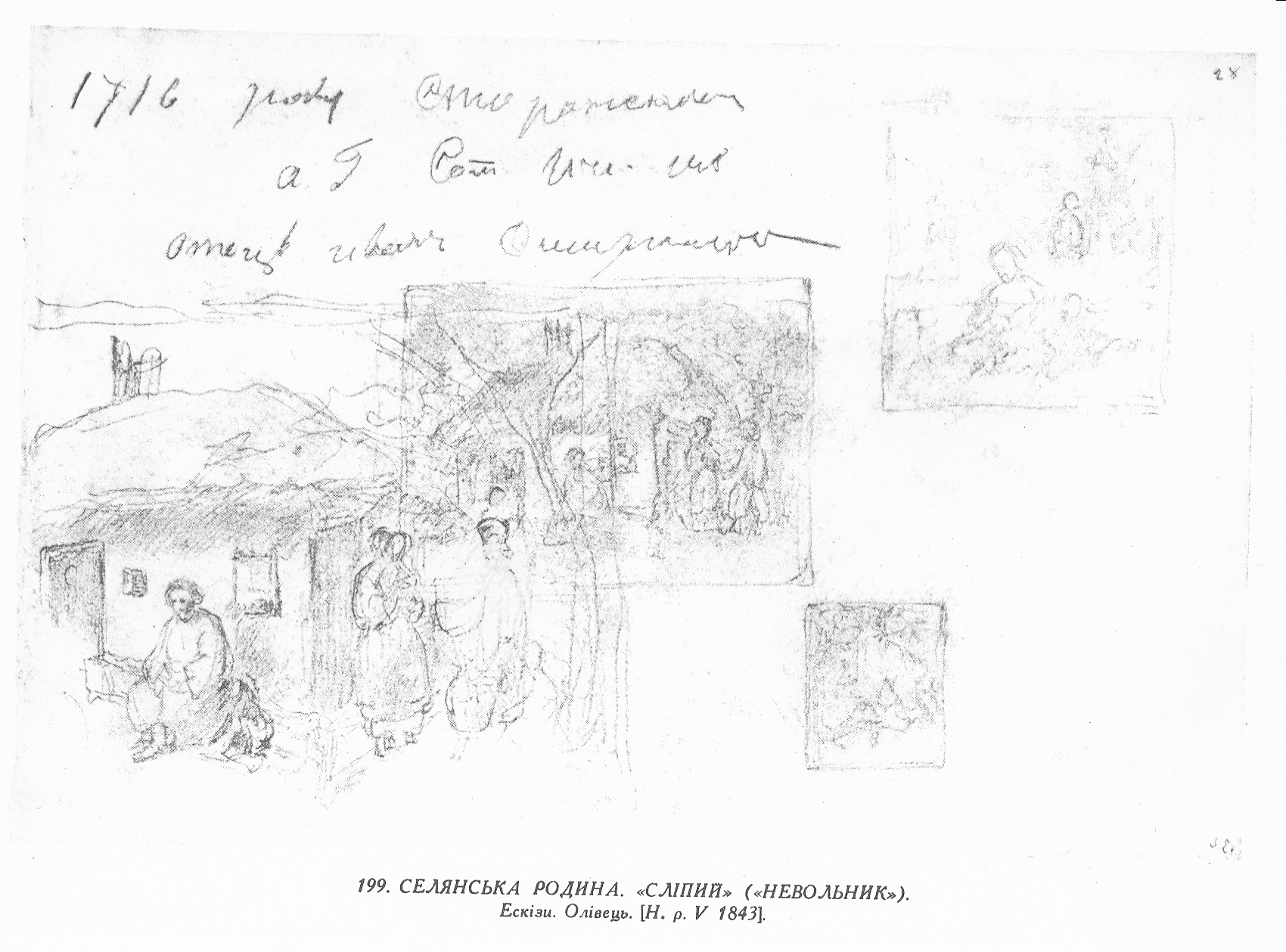
Селянська родина. Кобзар з поводирем, начерки
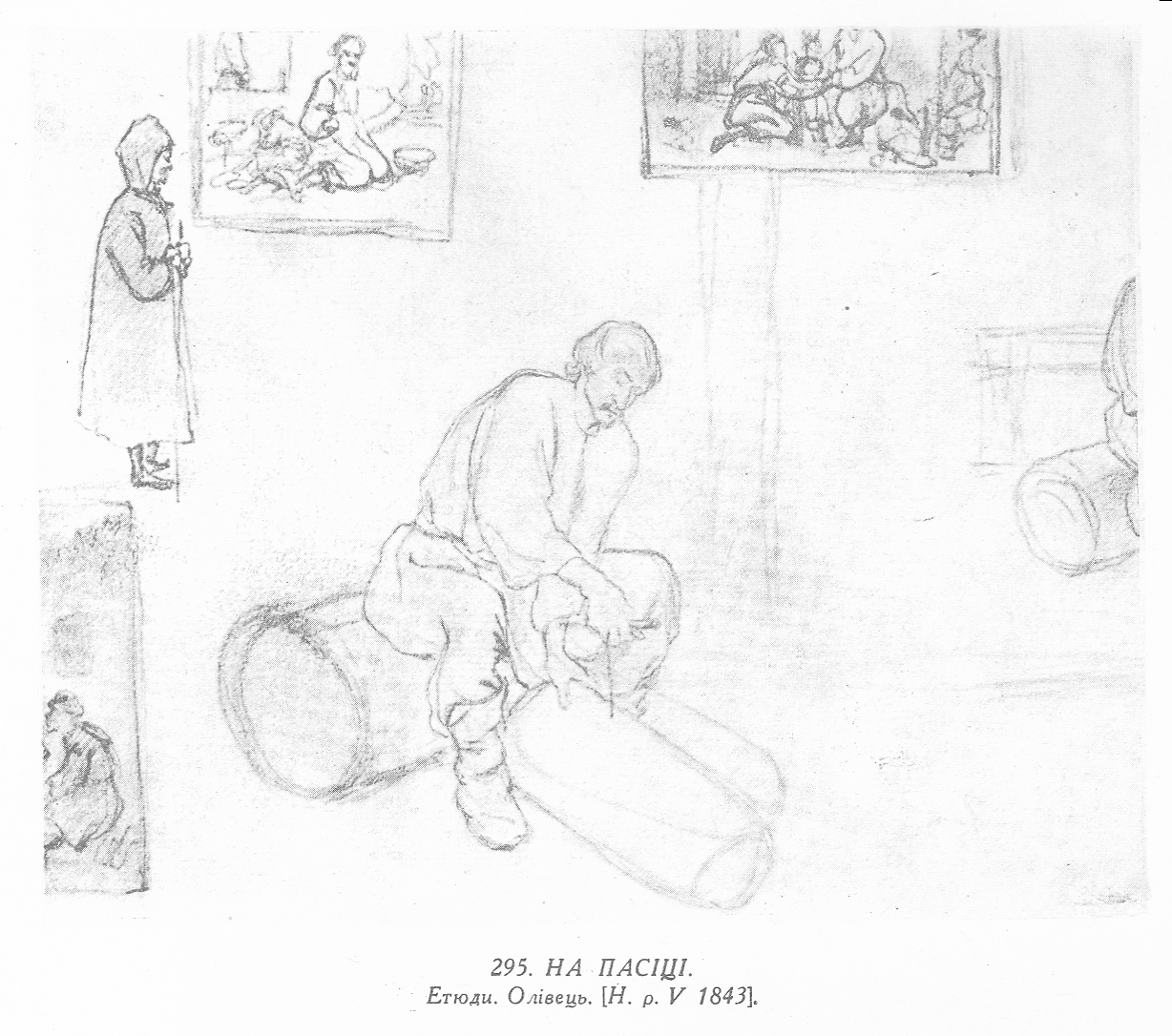
На пасіці, начерки що знаходилися на звороті оригінального малюнку

### Коментар
1. ↑  Згідно альтернативному опису, це літня людина.
2. ↑  Згідно альтернативному опису, це дві жінки.